# Мориц III фон Шпигелберг
Мориц III фон Шпигелберг (на немски: Moritz III von Spiegelberg; * пр. 1355; † сл. 1421) е граф на Шпигелберг в територията на река Везер.

## Произход, управление и наследство
Той е син на граф Йохан I фон Шпигелберг († 1368/1370) и първата му съпруга Елизабет (Хезеке/Хедвиг) фон Хомбург († пр. 3 април 1356), дъщеря на Зигфрид фон Хомбург († 1380) и съпругата му фон Хонщайн-Зондерсхаузен. Баща му се жени втори път пр. 3 април 1356 г. за Юта фон Марк.
През 1409 – 1435 г. Шпигелбергите водят битки с херцозите от фамилията Велфи за нови територии на Везер и в долината на Хамел, които завършват с пълна загуба за Шпигелбергите. През 1494 г. графството Пирмонт отива чрез наследство на Шпигелбергите.

## Фамилия
Първи брак: с неизвестна по име жена и има един син:
- Йохан фон Шпигелберг († 31 август 1403), домхер в Хилдесхайм (1373), домхер в Минден (1376 – 1393), архдякон в Патензен (1385 – 1393), каноник в Св. Гереон в Кьолн (1392)

Втори брак: пр. 30 юли 1377 г. с графиня Валбург фон Вунсторф († сл. 21 март 1403), дъщеря на граф Лудолф III фон Вунсторф († 1391) и първата му съпруга Агнес фон Олденбург († сл. 1342). Те имат децата:
- Мориц IV 'Млади' фон Шпигелберг († 26 ноември 1434, убит в битката при Ринтелн), граф на Шпигелберг, женен I. между 6 юни и 31 август 1403 г. за Ирмгард фон Липе († 6 февруари 1410), II. пр. 24 март 1415 г. за Аделхайд фон Анхалт-Бернбург († сл. 1434)
- Хазека фон Шпигелберг († 22 март 1465), омъжена пр. 16 март 1418 г. за граф Хайнрих III фон Пирмонт († ок. 1429), след това абатиса на Нойенхеерзе
- Агнес фон Шпигелберг († сл. 1411), монахиня в Кемнаде (1391 – 1409), абатиса на Мьоленбецк (1411)
- Валбург фон Шпигелберг († сл. 29 септември 1430), омъжена пр. 4 септември 1416 г. за Раве VII фон Каленберг († сл. 11 юни 1444)
- Герхард фон Шпигелберг († сл. 19 септември 1419)
- Йохан фон Шпигелберг († сл. 1427), свещеник в Елце (1415)
- Хайнрих фон Шпигелберг († между 20 април 1433 – 16 ноември 1433)